# Timarcha goettingensis
Timarcha goettingensis es una especie de insecto coleóptero de la familia Chrysomelidae. Mide de 8 a 13 mm. Es negro azulado o violáceo cobrizo.

Fue descrita científicamente en 1758 por Carolus Linnaeus.